# Gabdulla Tukaj
Gabdulla Tukaj (tatariska: Габдулла Тукай) (1886-1913) var en tatarisk poet, litteraturkritiker, essäist och översättare. Tukaj benämns ofta som grundaren av den moderna tatariska litteraturen och det moderna tatariska skriftspråket, som ersatte det gamla tatariska språket i litteraturen.
Tukaj föddes i en mullafamilj i byn Quşlawıç, Kazan-guvernement, ryska kejsardömet (numera Tatarstan, Ryssland), nära den moderna staden Arsk.

## Källförteckning
1. ↑  National Library of the Republic of Tatarstan, läs online.[källa från Wikidata]
2. ↑  Aleksandr M. Prochorov (red.), ”Тукай Габдулла”, Большая советская энциклопедия : [в 30 т.], tredje utgåvan, Stora ryska encyklopedin, 1969, läst: 28 september 2015.[källa från Wikidata]